# Австралійська Есперанто-Асоціація
Австралійська Есперанто-Асоціація (есп. Aŭstralia Esperanto-Asocio) — національна організація есперантистів Австралії, секція Всесвітньої Есперанто-Асоціації.
У 1889 році два австралійці Дітріх Рініц та Герман Рітц з міста Маунт Вікторія познайомилися з доктором Заменгофом; вони стали піонерами есперанто на континенті. Станом на 1909 рік налічувалося 102 члени Всесвітньої Асоціації Есперанто — жителі Австралії.
Австралійська Есперанто-Асоціація була заснована в жовтні 1911 року під час Першого Австралійського Конгресу, в якому брали участь 53 есперантисти. Наступні шість конгресів відбулися у 1912, 1913, 1920, 1924, 1925 та 1929 роках.
Починаючи з 1950-х років Австралійська Есперанто-Асоціація організаційно міцніла: відбувалися конгреси, проводилися курси та засновувалися літні школи. У 1976 році в Мельбурні Асоціація приймала Перший Тихоокеанський Конгрес Есперанто. У ньому взяли участь 109 осіб, в тому числі 51 з-за кордону. У 1988 році було проведено Четвертий Тихоокеанський Конгрес Есперанто у Брисбені, де було 204 учасники (76 — з інших країн).
У 1997 році в Аделаїді відбувся 82-й Всесвітній Конгрес Есперанто. У Конгресі взяло участь близько тисячі есперантистів з 54 країн, з них 820 — з-за кордону.
Сьогодні Асоціація підтримує стосунки з Всесвітньою Асоціацією Есперанто, Міжнародною Лігою Викладачів Есперанто, з регіональними організаціями та місцевими есперанто-групами.

## Австралійська есперанто-періодика
З 1921 по 1934 рік Австралійська та Новозеландські есперанто-асоціації видавали газету «Південний Хрест» («La Suda Kruco»). З 1941 по 1958 виходило національне есперанто-видання «Коло» (есп. «La Rondo»), в 1958—1992 роках — «Австралійський есперантист» (англ. «The Australian Esperantist»), з 1993 року виходить газета «Есперанто під Південним Хрестом» (есп. «Esperanto sub la Suda Kruco»).